# The Hudsucker Proxy
The Hudsucker Proxy is een komische film uit 1994 van Joel en Ethan Coen. De hoofdrollen worden vertolkt door Tim Robbins, Paul Newman en Jennifer Jason Leigh.
De film werd op het filmfestival van Cannes genomineerd voor de Gouden Palm.

## Verhaal
Wanneer de aandelen van het bedrijf Hudsucker Industries op de beurs in de hoogte schieten, pleegt Waring Hudsucker zelfmoord. Hudsucker is de eigenaar van het bedrijf én de grootste aandeelhouder. De andere bestuursleden raken na zijn zelfdoding in paniek, want wat gaat er gebeuren met de aandelen van Hudsucker? De bestuursleden kunnen ze zelf niet overkopen want ze hebben onvoldoende geld.
Daarom bedenkt de sluwe Sidney J. Mussburger een plan. Hij wil wachten tot de aandelen dalen. Wanneer ze vervolgens erg laag staan, kunnen de bestuursleden de aandelen overkopen. Om de aandelen te laten dalen, moet Mussburger op zoek gaan naar een dommerik die voorzitter van het bedrijf wil worden.
Norville Barnes is een eenvoudige jongen met een idee. Hij wil zich opwerken binnen het bedrijf Hudsucker, maar zit nog vast aan zijn job in de postkamer. Wanneer hij een blauwe brief naar Mussburger moet brengen, lijkt dit de geschikte kans voor Barnes om zijn idee voor te stellen. Maar het plan van Barnes is niet meer dan een cirkel op een blad papier. Mussburger weet niet wat hem overkomt, maar hij vindt Barnes wel de geschikte dommerik om voorzitter te worden.
Barnes wordt overrompeld door aandacht van de pers. Iedereen wil iets te weten komen over de man, maar Mussburger houdt alle informatie achter. Enkel onderzoeksjournaliste Amy Archer raakt in het kantoor van Barnes, waar ze al snel gevoelens krijgt voor de eenvoudige Barnes. Ondertussen mislukt het plan van Mussburger want de aandelen stijgen enorm. Dit komt doordat het idee van Barnes, de cirkel op het blad papier, de uitvinding is van de hoelahoep. De hoepel wordt erg populair en dus zit er voor Mussburger niets anders op dan Barnes gek te verklaren, waardoor de aandelen opnieuw zullen dalen.
Van de ene dag op de andere belandt Barnes van de hemel in de hel en hij wil zelfmoord plegen, net als zijn voorganger Waring Hudsucker. Barnes springt van de hoogste verdieping naar beneden en staat op het punt tegen de grond te smakken wanneer een engel tussenbeide komt. De engel is Waring Hudsucker, die Barnes eraan herinnert dat hij een blauwe brief moet afgeven. In die brief staat dat alle aandelen van Waring Hudsucker eigendom worden van de opvolger van Waring Hudsucker. Barnes beseft dat hij stinkendrijk is en de eigenaar van Hudsucker Industries. Wanneer Mussburger het nieuws verneemt, wordt hij gek.

## Rolverdeling
| Acteur               | Personage            |
| -------------------- | -------------------- |
| Tim Robbins          | Norville Barnes      |
| Paul Newman          | Sidney J. Mussburger |
| Charles Durning      | Waring Hudsucker     |
| Jennifer Jason Leigh | Amy Archer           |
| Jim True-Frost       | Buzz                 |
| John Mahoney         | Chief                |
| Bill Cobbs           | Moses                |

## Trivia
- De film bevat heel wat verwijzingen naar de film Raising Arizona (1987) van Joel en Ethan Coen. In beide films komt de onderneming "Hudsucker Industries" terug.
- John Goodman wordt in de aftiteling vermeld als Karl Mundt. Zo heet zijn personage in Barton Fink.
- Zowel Bridget Fonda als Winona Ryder deden auditie voor de rol van het personage Amy Archer.
- De zelfmoord van Waring Hudsucker is gebaseerd op de zelfmoord van Eli Black. Black sprong op 3 februari 1975 van de 44ste verdieping naar beneden. Hij was de CEO van de "United Fruit Company".
- Het personage Hugo Bronfenbrenner is vernoemd naar de bekende psycholoog Urie Bronfenbrenner. Het personage is in de film een psychiater.
- Steve Buscemi is te zien in een kleine cameo als barman.